# 1968年夏季奧林匹克運動會跳水比賽
1968年夏季奧林匹克運動會的跳水比賽由1968年10月17日至10月26日進行，為期10天；賽事設有男女子的3米彈板及10米高台四個項目，決出金、銀、銅牌各四面。
本屆比賽共有來自21個國家的81名跳水運動員參與，當中包括45男、36女。在眾多選手中，年齡最小的是哥倫比亞的玛莎·曼扎诺，年僅15歲又109日；而年齡最大的則是波多黎各的杰瑞·安德森，時年36歲又245日。
最終，美國隊在本屆賽事共奪得兩金、四銅的成績，位列獎牌榜第一名。在個別運動員方面，意大利的克劳斯·迪比亚西成功連奪男子10米高台金牌和3米彈板銀牌，成為本屆賽事的最大贏家。

## 參賽國家及運動員人數
以下為派員參加跳水比賽的國家代表隊（按隊伍英文名稱序），括號內顯示該隊的參賽運動員人數：

| - （2） - 奥地利（1） - 加拿大（4） - 哥伦比亚（3） - 古巴（2） - 捷克斯洛伐克（1） - （1） - 东德（5） | - 芬兰（2） - 英国（5） - 危地马拉（1） - 意大利（4） - 日本（4） - 墨西哥（6） - 荷兰（2） - 挪威（1） | - 波兰（5） - 波多黎各（2） - 韩国（2） - 苏联（10） - 瑞典（1） - 美国（11） - 西德（8） |

## 國家獎牌榜
| 排名   | 国家／地区          | 金牌 | 银牌 | 铜牌 | 總數 |
| ------ | ------------------- | ---- | ---- | ---- | ---- |
| 1      | 美国（USA）         | 2    | 0    | 4    | 6    |
| 2      | 意大利（ITA）       | 1    | 1    | 0    | 2    |
| 3      | 捷克斯洛伐克（TCH） | 1    | 0    | 0    | 1    |
| 4      | 苏联（URS）         | 0    | 2    | 0    | 2    |
| 5      | 墨西哥（MEX）       | 0    | 1    | 0    | 1    |
| 總計： | 總計：              | 4    | 4    | 4    | 12   |

## 項目優勝者

### 男子
| 項目             | 金牌                      | 金牌   | 银牌                          | 银牌   | 铜牌              | 铜牌   |
| 3米彈板（詳細）  | 伯纳德·赖特森（美国）     | 170.15 | 克劳斯·迪比亚西（意大利）     | 159.74 | 吉姆·亨利（美国） | 158.09 |
| 10米高台（詳細） | 克劳斯·迪比亚西（意大利） | 164.18 | 阿尔瓦罗·加克西奥拉（墨西哥） | 154.49 | 埃德温·扬（美国） | 153.93 |

### 女子
| 項目             | 金牌                            | 金牌   | 银牌                      | 银牌   | 铜牌                  | 铜牌   |
| 3米彈板（詳細）  | 休·戈西克（美国）               | 150.77 | 塔玛拉·波戈斯切娃（苏联） | 145.30 | 基拉·奥沙利文（美国） | 145.23 |
| 10米高台（詳細） | 米莱娜·杜奇科娃（捷克斯洛伐克） | 109.59 | 纳塔利娅·洛巴诺娃（苏联） | 105.14 | 安·彼得森（美国）     | 101.11 |